# Beasley (Texas)
Beasley es una ciudad ubicada en el condado de Fort Bend en el estado estadounidense de Texas. En el Censo de 2010 tenía una población de 641 habitantes y una densidad poblacional de 231,52 personas por km².

## Geografía
Beasley se encuentra ubicada en las coordenadas 29°29′39″N 95°54′53″O / 29.49417, -95.91472. Según la Oficina del Censo de los Estados Unidos, Beasley tiene una superficie total de 2.77 km², de la cual 2.76 km² corresponden a tierra firme y (0.28%) 0.01 km² es agua.

## Demografía
Según el censo de 2010, había 641 personas residiendo en Beasley. La densidad de población era de 231,52 hab./km². De los 641 habitantes, Beasley estaba compuesto por el 67.71% blancos, el 7.02% eran afroamericanos, el 0% eran amerindios, el 0.31% eran asiáticos, el 0% eran isleños del Pacífico, el 23.71% eran de otras razas y el 1.25% pertenecían a dos o más razas. Del total de la población el 52.11% eran hispanos o latinos de cualquier raza.

## Educación

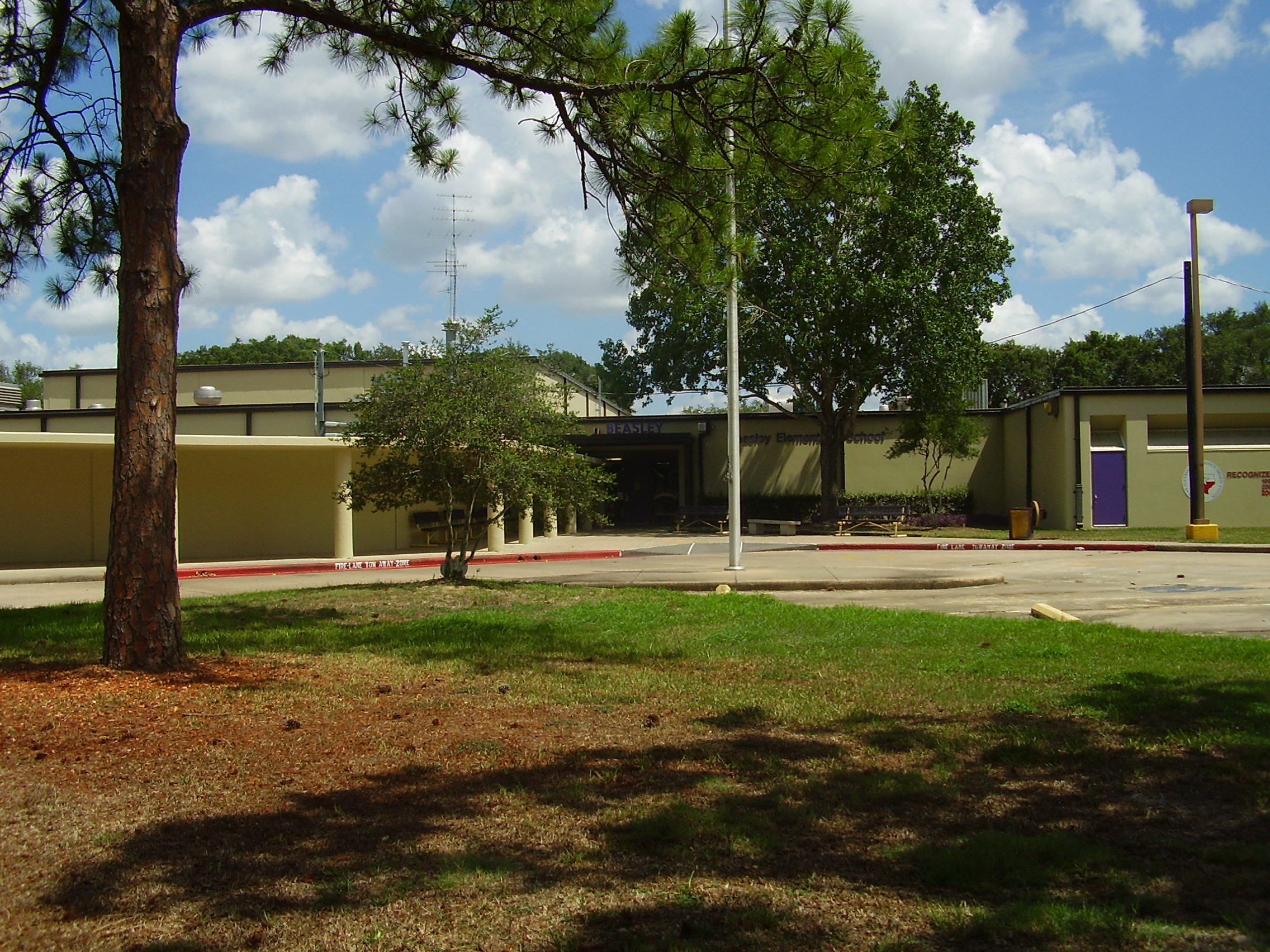
Escuela Primaria Beasley

El Distrito Escolar Consolidado Independiente Lamar gestiona las escuelas públicas que sirven a Beasley. Beasley tiene la Escuela Primaria Beasley (Beasley Elementary School), que se abrió en 1902. Beasley unió al distrito LCISD en 1947. El edificio actual de la escuela se abrió en 1985, y a partir de 2017 la escuela tenía más de 450 estudiantes.
La Escuela Preparatoria B. F. Terry sirve a Beasley.